# Дънди (окръг)
Окръг Дънди (на английски: Dundy County) е окръг в щата Небраска, Съединени американски щати. Площта му е 2385 km², а населението - 2292 души (2000). Административен център е град Бенкълмън.